# Мост Бангабандху
Мо́ст Бангаба́ндху, также известный как «многоцелевой мост Джамуна» (бенгальский: যমুনা বহুমুখী সেতু Джомуна Бохумукхи Сету) — мост, открытый в Бангладеш в июне 1998 года. Он соединяет Бхуапур на восточном берегу реки Джамуна с Сираджганджем на её западном берегу. Это был 11-й по длине мост в мире, построенный в 1998 году, и в настоящее время является 6-м по длине мостом в Южной Азии. Река Джамуна, которую он пересекает, является одной из трёх главных рек Бангладеш и занимает пятое место в мире по объёму стока.

## Название
Мост назван в честь основателя государства Бангладеш Муджибура Рахмана, известного под прозвищем «Бангабандху» («друг Бенгалии»).

## Строительство
Река Джамуна (в Индии: Брахмапутра), наряду с нижним течением реки Падма (Ганг), делит Бангладеш почти на две равные половины. До строительства моста, всё автомобильное и железнодорожное сообщение между двумя частями страны зависело от трудоёмких паромных перевозок, которые часто прерывались из-за проблем с судоходством. Потребность в строительстве моста через реку Джамуна ощущалась, особенно людьми, живущими на северо-западе Бангладеш, в течение длительного времени. Эта осознанная необходимость не осталась незамеченной политиками.
Многофункциональный мост Джамуна был построен компанией Hyundai Heavy Industries стоимостью 696 миллионов долларов. Но, по неизвестной причине, весь проект моста обошёлся в 1,24 миллиарда долларов. Расходы разделили МАР, АБР, ОЭСР и правительство Бангладеш. Из общей суммы МАР, АБР и ОЭСР предоставили по 200 миллионов долларов каждый в виде займа с номинальной процентной ставкой 1 %, а оставшиеся 96 миллионов долларов взял на себя Бангладеш.
Длина главного моста составляет 4,98 км с 49 основными пролётными строениями примерно по 99 метров и двумя концевыми пролётными строениями примерно по 65 метров. С мостом соединены восточный и западный подход в виде виадуков, каждый из которых имеет 12 пролётов длиной 10 метров и переходные пролёты длиной 8 метров. Общая ширина настила моста составляет 18,5 метров.
Мост был спроектирован таким образом, чтобы иметь двойную двухполосную проезжую часть, двойную колею (broad и metrometer) железной дороги; высоковольтный (230 кВ) электрический соединитель, телекоммуникации кабели и трубопровод природного газа высокого давления диаметром 750 мм (Трубопроводный транспорт). Ширина проезжих частей составляет 6,315 метра, разделённых центральным барьером шириной 0,57 метра; железнодорожные пути проходят вдоль северной стороны площадки. На главном мостике электрические соединители пилоны расположены на кронштейнах консольно с северной стороны палубы. Телекоммуникационные каналы проходят через балочный настил, а газопровод проходит под южной консолью коробчатой секции. Мост был построен компанией Hyundai Engineering and Construction (Корея) по контракту «проектирование и строительство». TY Lin Assoc. из Сан-Франциско выполняла проектирование в качестве субподрядчика для Hyundai. Подъездные пути были построены корпорацией Samwhan Corporation (Корея).

## Технические характеристики

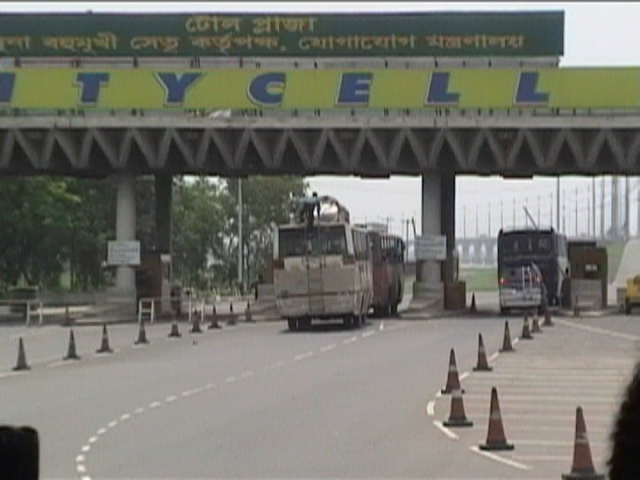
Южная площадка для оплаты, мост Бангабандху (South toll plaza, Bangabandhu Bridge).

### Вспомогательные конструкции
Мост опирается на стальные трубы (сваи), вбитые в русло реки. Песок был удалён из свай с помощью всасывания и заменён бетоном. Из 50 опор, 21 опора опирается на группы из трёх свай (каждая диаметром 2,5 м), а 29 опор — на группы из двух свай (каждая диаметром 3,15 м). Забивка 121 сваи началась 15 октября 1995 года и была завершена в июле 1996 года.
Опоры опор опираются на бетонные свайные колпаки, оболочки которых были сборными и заполнены, уже на месте, железобетоном. Основание железобетонных опор поддерживают наконечники опор, которые содержат несущие (механические) подшипники качения и сейсмические устройства. Они позволяют перемещать настил в условиях нормальной нагрузки, но фиксируются в случае землетрясения, чтобы ограничить общие сейсмические (динамические) нагрузки через конструкцию и свести к минимуму повреждения.

### Надстройка
Основная настил моста представляет собой многопролётную сборную сегментную конструкцию из предварительно напряжённого бетона, построенную методом сбалансированных консолей. Каждая консоль состоит из 12 сегментов (каждый длиной 4 м), соединённых с головным блоком опоры (длиной 2 м) на каждой опоре и швом 'in-situ' в середине пролёта. Настил внутри, предварительно напряжённый, имеет цельное коробчатое сечение. Глубина коробки варьируется от 6,5 метров у опор до 3,25 метров в середине пролета. Компенсатор устанавливается через каждые 7 пролетов с помощью шарнирного сегмента примерно на четверть пролёта. Сегменты были сборными и возведены с использованием двухпролётного монтажного портала.

## Ширина колеи
Мост Бангабандху имеет двойную колею (broad и metrometer) железной дороги. Он также несёт пилоны для ЛЭП. Позже расширение моста обошлось дополнительно в 134 миллиона долларов.

## Судебный процесс
В течение десяти лет после ввода в эксплуатацию, на мосту были обнаружены трещины, что побудило власти ввести ограничения на количество транспортных средств, которым разрешено пересекать его в любой момент времени. К началу 2008 года правительство объявило о своем намерении подать в суд на южнокорейский конгломерат Хендэ за дефектное выполнение работ.

## Ремонт, укрепление и мониторинг 'состояния здоровья'
В течение марта 2006 года —-июня 2006 года эксперты Бангладешского инженерно-технологического университета работали над выявлением причин обширных растрескиваний предварительно напряжённого бетонного настила, балок и опорных элементов почти всех сегментов моста. Трещины были выявлены в основном в продольном направлении настила моста с некоторыми вторичными трещинами также в поперечном направлении. В ходе аналитического исследования была разработана трехмерная модель моста с использованием методов конечных элементов.
Работы по ремонту и укреплению включали замену модульных компенсаторов, усиление настила полимерными полосами, армированными углеродным волокном, улучшение соединения полотна с настилом с помощью тканей, армированных углеродным волокном, а также заделку неструктурных трещин. Работы проводились поэтапно. После ремонта и укрепления был проведён мониторинг работоспособности моста. Кампания по мониторингу состояния здоровья проводилась Бангладешским инженерно-технологическим университетом в течение первых нескольких лет для проведения контрольных измерений.